# Guzmán Corujo
Guzmán Corujo (Rodríguez, Uruguay, 2 de agosto de 1996) es un futbolista uruguayo que juega en la posición de defensa y su equipo actual es el Deportivo Cali de la Categoría Primera A de Colombia.

## Clubes
| Club            | País           | Año         |
| --------------- | -------------- | ----------- |
| Nacional        | Uruguay        | 2017-2021   |
| Charlotte F. C. | Estados Unidos | 2022-2023   |
| FK Čukarički    | Serbia         | 2023- 2024  |
| Deportivo Cali  | Colombia       | 2025-Actual |

## Palmarés

### Títulos nacionales
| Título              | Club              | País    | Año  |
| ------------------- | ----------------- | ------- | ---- |
| Torneo Intermedio   | C. Nacional de F. | Uruguay | 2017 |
| Torneo Apertura     | C. Nacional de F. | Uruguay | 2018 |
| Torneo Intermedio   | C. Nacional de F. | Uruguay | 2018 |
| Supercopa Uruguaya  | C. Nacional de F. | Uruguay | 2019 |
| Torneo Clausura     | C. Nacional de F. | Uruguay | 2019 |
| Campeonato Uruguayo | C. Nacional de F. | Uruguay | 2019 |
| Torneo Intermedio   | C. Nacional de F. | Uruguay | 2020 |
| Campeonato Uruguayo | C. Nacional de F. | Uruguay | 2020 |
| Supercopa Uruguaya  | C. Nacional de F. | Uruguay | 2021 |